# Encolpius guaraniticus
Encolpius guaraniticus là một loài nhện trong họ Salticidae.
Loài này thuộc chi Encolpius. Encolpius guaraniticus được María Elena Galiano miêu tả năm 1968.